# Timothy Snyder
Timothy David Snyder (n. 18 august 1969, Dayton, Ohio, SUA) este un istoric american de origine engleză specializat în istoria Europei Centrale și de Est, a Uniunii Sovietice și a Holocaustului. Este profesor la Universitatea Yale și membru al Institutului de Științe Umane din Viena.